# Igo Pötsch

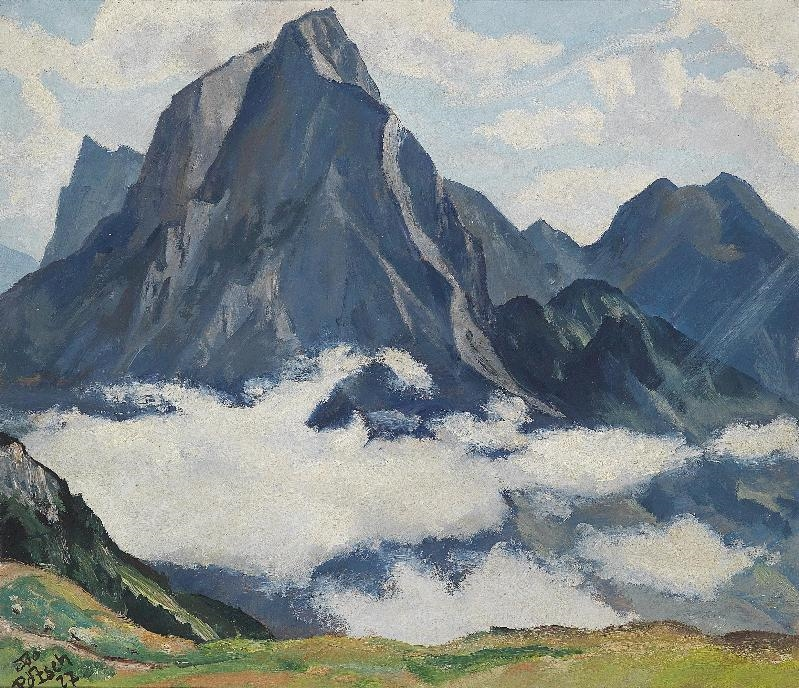
Igo Pötsch – Der Ödstein, 1927

Sein Grabstein

Igo Pötsch (eigentlich Ignaz, * 29. Mai 1884 in Graz; † 24. April 1943 in Wien) war ein österreichischer Lithograph, Maler und Plakatkünstler sowie Kunstpädagoge.
Igo Pötsch besuchte in Graz ab 1898 einen Zeichenkurs an der Landeskunstschule sowie die private Kunstschule von Paul Schad-Rossa. 1904 arbeitete Pötsch als Lithograph in Dresden. Von 1905 bis 1914 war er in Wien als künstlerischer Leiter der Nußdorfer Papier- und Blechdruck-Industrie tätig. An der Graphischen Lehr- und Versuchsanstalt in Wien absolvierte er den Spezialkurs für Lithographie. Nach 1918 wandte er sich der Malerei zu. Von 1926 bis 1928 war er als Lehrer für Lithographie an der Graphischen Lehr- und Versuchsanstalt in Wien tätig. 1930 leitete er Spezialkurse für Lithographie an der Akademie für graphische Künste in Leipzig.
Ab 1924 nahm Pötsch an den Ausstellungen der Genossenschaft der bildenden Künstler Wiens (Künstlerhaus) teil, wurde 1930 deren Mitglied, ab 1931 war er Mitbegründer der neuen Gruppe der Wiener Künstlergenossenschaft.
Er trat zum 1. Mai 1938 der NSDAP bei (Mitgliedsnummer 6.299.593). Von 1938 bis 1943 war er Ausstellungs-Leiter des Wiener Künstlerhauses.
Sein Grab befindet sich auf dem Hietzinger Friedhof (Gruppe 67, Reihe 1, Nr. 4).